# Trumaí
Trumaí, pleme američkih Indijanaca u bazenu gornjega Xingúa u brazilskoj državi Mato Grosso. Jezično nesrodni ostalim narodima čine samostalnu porodicu trumaian. Imaju tri ili četiri sela: Terra Preta, Boa Esperança, Steinen i Terra Nova. Najvažnija privredna aktivnost je uzgoj manioke i drugih kultura. U ribolovu se koriste lukom i strijelom. Poznatiji pripadnik plemena je njihov slikar Karuwaya. Populacija: 78 (1995); 147 (Funasa - 2006).